# Peter Hoeltzenbein
Peter Hoeltzenbein (Münster, 7 de abril de 1971) es un deportista alemán que compitió en remo.
Participó en los Juegos Olímpicos de Barcelona 1992, obteniendo una medalla de plata en la prueba de dos sin timonel. Ganó dos medallas en el Campeonato Mundial de Remo, en los años 1993 y 1994.

## Palmarés internacional
| Juegos Olímpicos   | Juegos Olímpicos              | Juegos Olímpicos | Juegos Olímpicos |
| Año                | Lugar                         | Medalla          | Prueba           |
| ------------------ | ----------------------------- | ---------------- | ---------------- |
| 1992               | Barcelona (España)            | Medalla de plata | Dos sin timonel  |
| Campeonato Mundial |                               |                  |                  |
| Año                | Lugar                         | Medalla          | Prueba           |
| 1993               | Račice (República Checa)      | Medalla de oro   | Ocho con timonel |
| 1994               | Indianápolis (Estados Unidos) | Medalla de plata | Dos sin timonel  |